# 喇嘛洞镇
喇嘛洞镇，是中华人民共和国辽宁省葫芦岛市建昌县下辖的一个乡镇级行政单位。

## 行政区划
喇嘛洞镇下辖以下地区：
喇嘛洞社区、喇嘛洞村、郝台子村、马场村、南大仗子村、肖仗子村、必里营子村、汤泉子村、坤都营子村、下伍家子村和小三家子村。